# Fornovo San Giovanni
Fornovo San Giovanni är en ort och kommun i provinsen Bergamo i regionen Lombardiet i Italien. Kommunen hade 3 436 invånare (2018).